# Iowa City
Iowa City – miasto w Stanach Zjednoczonych, we wschodniej części stanu Iowa, nad rzeką Iowa (dopływem Missisipi). Pierwsza stolica stanu (do 1857). Z populacją 75,7 tys. mieszkańców, jest piątym co do wielkości miastem stanu Iowa. Populacja składa się w znacznej części ze studentów i pracowników naukowych, przyciągniętych do prestiżowego uniwersytetu i instytucji badawczych miasta.
Ośrodek handlowy regionu rolniczego, przemysłu elektronicznego, komputerowego, poligraficznego, papierniczego oraz naukowego. W mieście znajduje się uniwersytet stanowy (University of Iowa), założony w 1847 r.
W Iowa City urodziła się Mignon Talbot, amerykańska paleontolog badająca zarówno bezkręgowce, jak i kręgowce.

## Demografia
Według danych pięcioletnich z 2022 roku, 75,9% mieszkańców Iowa City stanowiła ludność biała (73,2% nie licząc Latynosów), 8,5% to czarnoskórzy Amerykanie lub Afroamerykanie, 7,9% to Azjaci, 5,2% było rasy mieszanej, 0,25% to rdzenna ludność Ameryki i 0,04% pochodziło z wysp Pacyfiku. Latynosi stanowią 6,7% ludności miasta. 13,7% mieszkańców urodziło się poza granicami Stanów Zjednoczonych, podczas gdy średnia stanowa wynosiła 5,6%. 
Do największych grup należą osoby pochodzenia niemieckiego (25,6%), irlandzkiego (14,4%), angielskiego (10,5%), afrykańskiego (4,4%), włoskiego (3,7%), norweskiego (3,4%), „amerykańskiego” (3,4%), szwedzkiego (3,1%), meksykańskiego (3%) i polskiego (3%). 

## Urodzeni w Iowa City
- Nate Ruess (ur. 1982) – piosenkarz
- Allan Rex Sandage (1926–2010) – astronom
- Hill Harper (ur. 1966) – aktor
- Phil Morris (ur. 1959) – aktor
- Zach Johnson (ur. 1976) – profesjonalny golfista
- Phyllis Somerville (1943–2020) – aktorka
- Bob Barr (ur. 1948) – polityk, prezes NRA
- Ashley Tesoro (ur. 1983) – aktorka i piosenkarka
- Henry Augustus Pilsbry (1862–1957) – biolog i pisarz[5]